# Alba Longa
Alba Longa (indimellem skrevet Albalonga i italienske kilder) var en latinsk oldtidsby i det centrale Italien i nærheden af Albanosøen i Albanerbjergene. Antikkens romere mente, at byen var grundlæggeren og lederen af Det Latinske Forbund, før byen blev ødelagt af det romerske kongerige omkring midten af det 7. århundrede f.Kr. og dets indbyggere blev tvunget til at bosætte sig i Rom. I henhold til legenden om Romulus og Remus – grundlæggerne af Rom – kom disse fra det kongelige dynasti Alba Longa, som i Virgils Æneid havde været blodslinje til Æneas – en søn af Venus.
I henhold til Livius stammede romerske patricierfamilier (gens) såsom Julii, Servilii, Quinctii, Geganii, Curiatii og Cloelii fra Alba Longa.

## Romersk legende
I henhold til den romerske tradition, var Alba Longa en urbaniseret bystat, som grundlagde en række latinske kolonier, som den derefter organiserede under Det Latinske Forbund. Denne fortælling er usandsynlig, sandsynligvis anakronistisk, og "kan ikke være historisk sand i bogstavelig forstand". Arkæologiske fund tyder på tilstedeværelsen af små landsbyer i området omkring Albanerbjergene i den sene bronze- og tidlige jernalder, men de formåede ikke at udvikle sig til byer og det "er bestemt usandsynligt, at de har grundlagt Rom".

### Myten om grundlæggelsen af Alba Longa
I henhold til romersk mytologi ledte Æneas, efter Trojas fald i 1184 f.Kr., en gruppe overlevende trojanere gennem Middelhavet til Sicilien, Karthago og til sidst den italienske halvø. I forbindelse med landgangen i Italien blev han budt velkommen af Latinus, kongen af de tidlige latinere. Herefter giftede Æneas sig med kong Latinus' datter, Lavinia, og grundlagde byen Lavinium i hendes navn. Latinus faldt senere i krig, hvilket gjorde Aeneas til latinernes konge og hans søn Ascanius (også kaldet Iulus) til hans efterfølger.
Et par år efter blev Aeneas dræbt i kamp – ligesom Latinus – og Ascanius blev latinernes konge. Ascanius siges at have bygget Alba Longa som sin hovedstad på skråningen af Monte Albano, hvorefter han genbosatte seks hundrede familier i Alba Longa, som en koloni af Lavinium i 1151 f.Kr. – kun tredive år efter selve Lavinium blev grundlagt. Hans efterkommere herskede efterfølgende latinerne i yderligere fem hundrede år. I henhold til den romerske historiker Festus blev disse konger betragtet som kilden til den røde eller tyriske lilla calceus mulleus (sko), som senere blev båret af de romerske patriciere.

### Det Latinske Forbund
Alba Longa var angiveligt den førende by blandt de cirka tredive byer – dens kolonier – som den ledende by i Det Latinske Forbund. Forbundets konferencer blev afholdt af den ferentinske kilde, i den naturskønne del af dalen mellem Albano og Marino, indtil midten af det fjerde århundrede. Forbundets ofring blev fortaget på Alban-bjerget, hvorfra hele Latium kunne ses.
Kolonierne fra Alba Longa adskilte sig fra de albanske bysamfund, som sandsynligvis bestod af albanske plebejer, da de autentiske albaner var populus. Blandt de albanske kolonier blev nogle en del af plebejerne, mens andre blev latinske byer. De øvrige blev overdraget til latinerne for at opretholde en konsekvent mængde på tredive bysamfund – hvor tredive var af stor betydning blandt de latinske kongeriger, ligesom tolv var for ionerne (eller 4 opdelt i 3 dele hver). I overensstemmelse hermed må det latinske kongerige under Latinus og det rutuliske kongerige under Turnus have haft tredive byer hver, med Laurentum som den latinske hovedstad før Æneas' ankomst.
Romersk tradition hævdede, at Rom selv blev grundlagt som en koloni af Alba Longa – af Romulus og Remus – to af byens fyrster, som var blevet forvist ved fødslen i en dynastisk kamp. Antikkens romere daterede denne begivenhed til midten af det ottende århundrede f.Kr.

### Krig med Rom
I det syvende århundrede f.Kr. efterfulgte den romerske konge Tullus Hostilius den tidligere konge Numa Pompilius. Under hans regeringstid afspejlede Roms holdning til sine naboer Tullus' egen forkærlighed for krig. Da der opstod en tvist mellem en gruppe romere og albanere, brugte han de gensidige anklager om røveri som påskud for en konflikt. Begge partere sendte udsendinge for at stille sine krav. Da den albanske delegationen ankom til Rom, gav Tullus dem en så varm velkomst, at de tøvede med at fremsætte deres krav. De romerske delegerede henvendte sig dog straks til albanerne, men fik afslag. I kvag af albanernes første afslag var Tullus berettiget til at erklære krig.
Livius beskriver krigen som værende beslægtet med en borgerkrig, fordi romerne efter sigende nedstammede fra albanerne.
Albanernes konge, Cluilius, marcherede sin hær ind i det romersk territorium, etablerede lejr og gravede en enorm skyttegrav rundt om Rom, som blev kendt som den Cluiliske skyttegrav. Cluilius døde dog i lejren af uspecificerede årsager, hvorpå albanerne udnævnte Mettius Fufetius som diktator til at lede hæren.
Tullus kom ud fra Rom med sin hær, passerede den albansk lejr om natten og marcherede ind på albansk territorium. Mettius fulgte efter, slog lejr nær den romerske hær og sendte derefter en repræsentant for at invitere Tullus til at konferere inden nogen kamp. Tullus accepterede invitationen. Imidlertid var begge parter klar til kamp, mens lederne mødtes mellem de to styrker.

#### Horatii og Curiatii
I forbindelse med konferencen foreslog Mettius, at konflikten skulle løses på en anden måde end masseblodsudgydelser – med henvisning til hans bekymring om, at de nærliggende etruskere ville angribe de to latinske stater, hvis disse blev svækket af en intern krig med hinanden. Det blev aftalt, at et sæt trillinger fra hver side – tre brødre fra Horatii og tre Curiatii – skulle kæmpe om de to staters sejr. Livius er af den opfattelse, at Horatii var fra Rom og Curiatii fra Alban.
Der blev herefter indgået løfter af både romerne og albanerne om denne aftale, hvorved hver stats fremtid ville være bundet af udfaldet af denne kamps udfald. Marcus Valerius blev udnævnt som Fetial, og Spurius Fusius Pater Patratus, med det formål at binde Rom til traktaten.
Kampen begyndte. To af romerne var de første til at falde. Derefter dræbte den tilbagevendende romer, Publius Horatius, de tre albaner og sikrede dermed en sejr til Rom. Bagefter beordrede Tullus Mettius til at vende tilbage med sin hær til Alba, men at være forberedt i tilfælde af krig med Veii. Albanerne blev i det væsentlige en vasalstat for Rom.

### Krig med Veii og Fidenae
Ikke længe herefter udbrød der krig med Veii og ligeledes med fidenaterne. Mettius og albanerne blev beordret til at marchere i kamp med Tullus og romerne, og de mødte etruskerne på den anden side af Anio, ved bredden af Tiberen. Men da slaget begyndte, førte Mettius sine tropper væk fra slaget og lod romerne kæmpe alene mod etruskerne.
Rom vandt over etruskerne. Efter slaget henrettede Tullus Mettius for hans forræderi. Derefter, på Tullus' befaling, ødelagde de romerske soldater den 400 år gamle by Alba Longa, og lod kun templerne stå tilbage, mens hele befolkningen i Alba Longa blev transporteret til Rom, hvilket fordoblede antallet af romerske borgere. Tullus hvervede Albas ledende familier blandt patricierne: Julii, Servilii, Quinctii, Geganii, Curiatii og Cloelii. Tullus opførte et nyt senatshus, Curia Hostilia, for at huse det udvidede romerske Senat. Han rekrutterede også ti nye turmaer af equites (kavaleri enhed) blandt albanerne og nye legioner. De albanske indvandrere boede på Cælius-højen i Rom.